# 永宗島
座標: 北緯37度29分 東経126度31分 / 北緯37.483度 東経126.517度
永宗島（ヨンジョンド、えいそうとう、朝: 영종도）は、大韓民国の仁川広域市西方、黄海の京畿湾に浮かぶ島で、仁川国際空港がある。行政上は仁川広域市中区永宗洞・龍遊洞に属する。
2026年7月1日の仁川広域市の行政区域改編により、新設の永宗区の中心的地域となる予定。なお、2024年3月の時点で永宗島を中心とした中区島嶼部の人口は約11万人で、中区本土部と東区の総人口数（約10万人）よりも多い。

## 地理

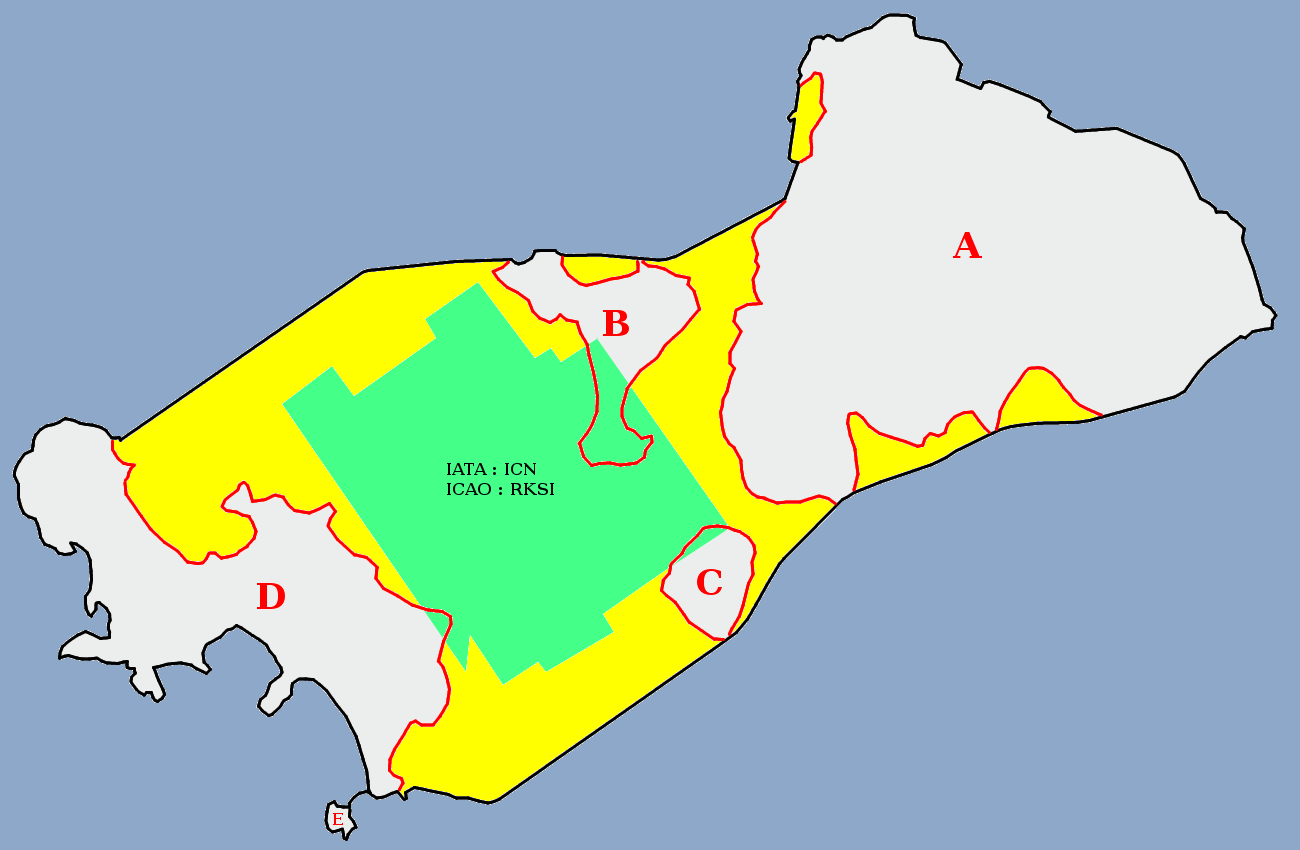
埋め立て前後。A：旧永宗島 B：三木島 C：薪仏島 D：龍遊島 E：蚕津島

もともとこの場所には、東北部の永宗島、西南部の龍遊島（ヨンユド / 용유도）をはじめ、三木島（サンモクト）、薪仏島（シンブルド）などの島々があった。1990年代に仁川国際空港建設のために永宗島と龍遊島との間の海面が埋め立てられ、これらの島々が一体となった。旧永宗島に白雲山（256m）や石花山（147m）、旧龍遊島に五星山（172m）がある。
島の南には舞衣島や実尾島がある。また、島の北には信島・矢島などがあり、その先には江華島がある。
本土とは2本の橋で結ばれている。北側の永宗大橋（4.42km）と、南側で松島新都市との間を結ぶ仁川大橋（21.38km）である。永宗大橋は仁川国際空港高速道路および仁川国際空港鉄道、仁川大橋には第二京仁高速道路が走っている。地元住民の足としては仁川港の月尾島船着場と永宗島船着場の間を往復するフェリー（所要時間10分）も利用される。

## 文化・観光
旧永宗島・龍遊島は、仁川国際空港ができる以前からそれぞれ有人島であった。
旧永宗島には新羅の元暁が創建したと伝える古刹・竜宮寺がある。また、海水浴場などがある。
旧龍遊島には、旺山・乙旺・龍遊海岸・マシランなどの海水浴場がある。19世紀に建てられた韓屋（伝統家屋）や、三・一運動の際にこの島で島民が起こした運動を記念する碑、朝鮮戦争時に北側占領地で活動した韓国軍ゲリラ部隊の忠魂碑がある。
現在、セガサミーやマルハンが、外国人専用カジノを併設した統合型リゾート（IR）の建設を計画している。セガサミーは、韓国でカジノ、ホテル事業を行っているパラダイスグループと合弁会社「パラダイスセガサミー」を設立し、仁川国際空港傍に韓国初の統合型リゾート「パラダイスシティ」（北緯37度26分7.8秒 東経126度27分28.9秒 / 北緯37.435500度 東経126.458028度）を2017年春にオープン。